# Nonna Koperjynska
Nonna Koperjynska (en ukrainien : Копержинська Нонна Кронідівна), née le 1er mai 1920 à Kiev où elle est morte le 10 juin 1999) est une actrice de théâtre et de cinéma.

## Biographie
Elle était la fille d'une médecin de Kiev, a fait des études au Université nationale Karpenko-Kary dont elle sort diplômée en 1946. Elle avait épousé le metteur en scène Pavel Chkreba.

## Théâtre
Teklya dans Jusqu'à ce que le soleil se lève, la rosée rongera les yeux de M. Kropyvnytskyi.

## Cinéma
Comme actrice dans : 
- 1939 : Chtchors (Щорс)
- 1950 : Un été généreux réalisé par Boris Barnet : rôle secondaire, non créditée au générique
- 1952 :  Le bonheur volé (Украдене щастя, pièce de théâtre) - deuxième voisine
- 1953 : Bosquet de Viornes (Калиновий гай)
- 1953 : La Destinée de Marina - Motrya
- 1961 : Derrière deux lièvres - Sekleta Pilipivna Limericha, mère de Gali
- 1963 : La Reine de la station service - Rogneda Karpivna, serveuse[4]
- 1978 : Oh, n'y va pas, Hrytsya, et même à la soirée (Ой не ходи, Грицю, та й на вечорниці)
- 1982 : Rétro (Ретро, film-performance) - Nina Ivanivna Voronkova, une infirmière
- 1994 : Princesse (Царівна, série) - une amie
- 1995 : L'île de l'amour (Острів любові, série érotique : Le premier film. L'île de l'amour) étant la nounou de la dame

## Honneurs
Elle a remporté le Pectoral de Kiev en 1995. En 2009, sa maison du n°2 de la rue Mykhailivska à Kiev, une plaque mémorielle avec son portrait a été installée.